# Cailey Fleming
Cailey Fleming (Picayune, 28 de març de 2007) nom artístic de Cailey Presley Fleming és una actriu estatunidenca. És coneguda pel seu paper de Judith Grimes en la sèrie de televisió de terror AMC The Walking Dead (2018-2022).

## Biografia
Fleming va néixer a Picayune, Mississipi. A l'edat de 8 anys, va començar a actuar professionalment, cridant l'atenció per primera vegada a Star Wars episodi VII: El despertar de la força, interpretant a una jove Rey. Fleming va començar a interpretar a Judith Grimes a The Walking Dead durant la temporada 9 i es va convertir en una sèrie regular a partir de la temporada deu. Va aparèixer breument en el quart episodi de Loki com la jove Sylvie.

## Filmografia

### Cinema
| Any  | Títol                               | Paper       | Notes           |
| ---- | ----------------------------------- | ----------- | --------------- |
| 2015 | Star Wars: El despertar de la força | Rey de jove |                 |
| 2016 | El llibre de l’amor                 | Jove Millie |                 |
| 2017 | Resposta armada                     | Danielle    |                 |
| 2017 | Desolació                           | Gràcia      |                 |
| 2018 | Supercon                            | Nena        |                 |
| 2018 | Passeu el cursor per sobre          | Greta Dunn  |                 |
| 2018 | Menta                               | Carly North |                 |
| 2019 | Star Wars: The Rise of Skywalker    | Rey de jove | Arxiu d'imatges |
| 2024 | IF                                  | Bea         |                 |

### Televisió
| Any       | Títol                               | Paper          | Notes                              |
| --------- | ----------------------------------- | -------------- | ---------------------------------- |
| 2015      | Un Mississipi                       | Tig jove       | Episodi: "Pilot"                   |
| 2016      | Memòria                             | Obee           | Curtmetratge de televisió          |
| 2017      | Predicador                          | Susie          | Episodi: "El final del camí"       |
| 2017      | Coses millors                       | Tristesa       | 4 episodis                         |
| 2018–2022 | The Walking Dead                    | Judith Grimes  | 33 episodis                        |
| 2019      | Creepshow                           | Evie           | Episodi: "La casa del cap"         |
| 2021      | Loki                                | La jove Sylvie | Episodi: "L'esdeveniment del nexe" |
| 2024      | The Walking Dead: The Ones Who Live | Judith Grimes  | Episodi: 1x06                      |